# 琴城流大正琴振興会
琴城流大正琴振興会（きんじょうりゅうたいしょうごとしんこうかい）は、鈴木楽器製作所により1971年に設立されたフランチャイズ組織の大正琴普及団体の名称である。グループ会社として鈴木楽器製作所との関係性が深い。公益社団法人大正琴協会の設立時から所属している。

## 所在地
- 静岡県浜松市中区領家2-25-11

## 特徴
鈴木楽器製作所が大正琴演奏家である鈴木琴城のアイデアを取り入れた大正琴を製作したことを発端として、同社により鈴木大正琴愛好会が設立され、1985年に現在の名称に改称される。
鈴木琴城の名前を冠する団体であるが、大正琴製造メーカーである鈴木楽器製作所の主導により作られた組織であり、大正琴演奏者・講師の主導ではないため、琴城流大正琴振興会自体は家元制度を採用していない。
なお、鈴木琴城は自身の組織として名古屋大正琴保存会（通称：琴城会）を立ち上げており、琴城流の家元制度は琴城会によって受け継がれている。琴城流大正琴振興会の技術認定および指導者認定は同振興会独自の進級基準により行われており、琴城会が直接関与することはない。